# The Honeydrippers: Volume One
The Honeydrippers: Volume One je jediné album skupiny The Honeydrippers, což byl původně projekt zpěváka Roberta Planta, kterého doprovázeli další hudebníci. Později se sestava kapely změnila a kromě Planta v ní nezůstal žádný člen. Novými členy, kteří hráli i na tomto EP, byli například Nile Rodgers, Jeff Beck a Jimmy Page, zpěvákův kolega z kapely Led Zeppelin. Album vyšlo v září 1984. V hitparádě Billboard 200 dosáhlo pátého místa.

## Seznam skladeb
| Pořadí | Název               | Autor                        | Délka |
| ------ | ------------------- | ---------------------------- | ----- |
| 1.     | I Get a Thrill      | Rudy Toombs                  | 2:37  |
| 2.     | Sea of Love         | George Khoury, Phil Phillips | 3:01  |
| 3.     | I Got a Woman       | Ray Charles, Renald Richard  | 2:55  |
| 4.     | Young Boy Blues     | Doc Pomus, Phil Spector      | 3:28  |
| 5.     | Rockin' at Midnight | Roy Brown                    | 5:55  |

## Obsazení
- Robert Plant – zpěv
- Jeff Beck – kytara
- Jimmy Page – kytara
- Nile Rodgers – kytara
- Paul Shaffer – klavír
- Dave Weckl – bicí
- Wayne Pedziwiatr – baskytara
- Keith Evans – saxofon